# Чрезмерное насилие
«Чрезмерное насилие» (англ. Excessive Force) — американский кинофильм режиссёра Джона Хесса.

## Сюжет
Крупный босс наркомафии Сэл Ди Марко взят полицейскими во время передачи товара. Но ему вот уже в который раз удаётся выйти сухим из воды. «Освободить из-под стражи, поскольку по отношению к нему было применено чрезмерное насилие» — говорится в решении суда. Однако эта фраза не мешает Сэлу применять чудовищную жестокость как к своим подчинённым, так и к своим обидчикам полицейским. Когда на его пути оказывается полицейский Терри МакКен, он не считает его серьёзной помехой. А зря.

## В ролях
| Актёр             | Роль           |
| ----------------- | -------------- |
| Томас Йен Гриффит | Терри МакКен   |
| Лэнс Хенриксен    | Девлин         |
| Джеймс Эрл Джонс  | Джейк          |
| Шарлотта Льюис    | Анна Гилмор    |
| Берт Янг          | Сэл Ди Марко   |
| У. Эрл Браун      | Винни Ди Марко |